# Joseph Chartrand
Joseph Chartrand (* 11. Mai 1870 in St. Louis, Missouri; † 8. Dezember 1933 in Indianapolis, Indiana) war ein US-amerikanischer römisch-katholischer Geistlicher und Bischof von Indianapolis.

## Leben
Er war der Sohn von Joseph und Margaret S. Chartrand, Katholiken französischer Abstammung. Er maturierte am Jesuitengymnasium in St. Louis, von wo aus er nach Milwaukee ging, um seine theologische Ausbildung zu erhalten. Später besuchte er auch das Jesuitenkolleg in Innsbruck.
Sein erster kirchlicher Einsatz in Indiana war als Lehrer am St. Meinrad-Seminar im Süden des Bundeslandes. Zu diesem Zeitpunkt war er erst 19 Jahre alt und zu jung für die Priesterweihe.
Nach drei Jahren Lehrtätigkeit in St. Meinrad's wurde er im Alter von 22 Jahren mit einer Dispens von Papst Leo XIII. am 24. September 1892 zum Priester geweiht. Nach seiner Priesterweihe wurde er nach Indianapolis berufen und wirkte zunächst als Hilfsrektor, dann Rektor der Kathedrale. Am 5. September 1910 wurde er zum Titularbischof von Flavias und zum Koadjutor-Bischof der Diözese Indianapolis geweiht. Nach dem Tod von Bischof Chatard im Jahr 1918 wurde er am 15. September desselben Jahres zum Bischof geweiht und wirkte fortan als Ordinarius in Indianapolis. Die Bischofsweihe empfing er durch den Apostolischen Delegaten der Vereinigten Staaten, Erzbischof Diomede Falconio; Mitkonsekratoren waren Denis O’Donaghue, Bischof von Louisville, und Herman Joseph Alerding, Bischof von Fort Wayne.
Nach dem Tod von Francis Silas Marean Chatard folgte Chartrand ihm 1918 als Bischof von Indianapolis nach.
1925 ernannte Papst Pius XI. Chartrand zum Erzbischof von Cincinnati und bestimmte den Bischof von Duluth, John Timothy McNicholas OP, zu seinem Nachfolger in Indianapolis. Allerdings verzichtete er auf das Amt (es war damals die größte Kirchenprovinz Nordamerikas): letztlich wurde McNicholas nach Cincinnati berufen.
Chartrand verstarb 1933 nach einer Amtszeit von 15 Jahren in seiner Bischofsstadt.